# Noor Hassanali
Noor Mohamed Hassanali (San Fernando, 13 agosto 1918 – 25 agosto 2006) è stato un politico trinidadiano.
È stato il secondo Presidente di Trinidad e Tobago, in carica dal marzo 1987 al marzo 1997.
Di origini indiane, è stato il primo Capo di Stato di religione musulmana di tutta l'America.
Durante i suoi dieci anni di presidenza si sono alternati tre Primi Ministri: Patrick Manning, Basdeo Panday e Arthur Robinson.